# تپه گرد له
تپه گرد له در شهرستان بروجرد، بخش مرکزی، روستای همیانه واقع شده و این اثر در تاریخ ۱۲ بهمن ۱۳۸۱ با شمارهٔ ثبت ۷۱۲۷ به‌عنوان یکی از آثار ملی ایران به ثبت رسیده است.